# Гаплогруппа R-M417
Гаплогруппа R-M417 или R1a1a1 — гаплогруппа Y-хромосомы человека, которая происходит от Y-хромосомной гаплогруппы R-M198 (R1a1a).

## Субклады
- R1a1a1 (M417)
  - R1a1a1a : CTS4385
    - R1a1a1a1 : L664
    - R1a1a1a2 : FGC9988

  - R1a1a1b : Z645
    - R1a1a1b1 : Z283
    - R1a1a1b2 : Z93

## Палеогенетика
Раннеэнеолитический образец NEO113 из региона Среднего Дона возрастом 7300 л. н. (хутор Голубая Криница, Россошанский район Воронежской области, могильник мариупольского типа Голубая Криница на правом берегу реки Чёрная Калитва, курган 10, могила 10, митохондриальная гаплогруппа U2e1a, покрытие 0,11×) помещается в базальный субклад гаплогруппы R1a вместе с ранними образцами, связанными с комплексом шнуровой керамики, poz81 (R1a1a1a-CTS4385>CTS4385*, 2880-2630 лет до н. э., Obłaczkowo, Poland) и RISE446 (R1a1a1a-CTS4385>L664>S3479, 2829-2465 лет до н. э., Bergrheinfeld, Bavaria, Germany), что делает его самым ранним наблюдением этой базальной линии, о котором сообщалось до сих пор.

### Бронзовый век

#### Европа
Культура боевых топоров
- Esperstedt — Эсперштедт (Обхаузен), Саксония-Анхальт, Германия[4]

I0104 | ESP11 — 2559-2296 calBCE (MAMS-21487) — М — R1a1a1 (M417, Page7) : U4b1a1a1.
I1532 | ESP8 — 2500-2050 BCE — М — R1a1a (L168, M512, L449) > R-M417 : J1c2e.
I1536 | ESP17 — 2500-2050 BCE — М — R1a (L62) > R-M417 : U5a1g.
I1538 | ESP20 — 2500-2050 BCE — М — R1a (L62) > R-M417 : J1c5.
I1540 | ESP28 — 2500-2050 BCE — М — R1a1 (L120) > R-M417 : J1c5.
I1541 | ESP32 — 2500-2050 BCE — М — R1a (L62) > R-M417 : U2e1a1.
I1542 | ESP33 — 2500-2050 BCE — М — P1 (P228, P239) > R-M417 : J2a2a.
I1544 | ESP36 — 2500-2050 BCE — М — R1a (L63, L146) > R-M417 : K2b2.
- I7280 | Grave 78 — Brandýsek — Кладно (район), Среднечешский край — Чехия — 2900–2500 BCE — М — R1a1a > R-M417 : W5a.[5]
- I7207 — Radovesice XVIII — Литомержице (район), Устецкий край — Чехия — 2559-2340 calBCE (3935±25 BP, PSUAMS-3887) — М — R1a1a1 : W3a1.[6]

Фатьяновская культура
- BOL001 — Болшневский могильник — Тверская область, Россия — 2829–2460 calBC — М — R1a-M417 : H1b.
- GOL001 — Голузиновский могильник — Ярославская область, Россия — 2575–2349 calBC — М — R1a-M417 : T2b.
- NIK003 — Никульцынский могильник — Ярославская область, Россия — 2522–2298 calBC — М — R1a-M417 : H15a1.
- TIM001 — Тимофеевский могильник — Ивановская область, Россия — М — R1a > R-M417 : K1b1a1+199 (K1b1a1-a).

Унетицкая культура
- I5037 | RISE579, F0579, gr. 27 — Moravská Nová Ves — Бржецлав (район), Южно-Моравский край — Чехия — 2300-1900 BCE — М — R > R-M417 : K1a+150 (K1a-a).[5]
- I7203	| Grave 97 — Prague 5, Jinonice, Zahradnictví — Прага, Среднечешский край — Чехия — 2200–1700 BCE — М — R1 > R-M417 : H1.[5]

#### Степь и лесостепь
Андроновская культура
- I8507 | MOS310, Kokcha 3 1954, Grave N5, Skull N1, IE-60-20 — Кокча 3 — Узбекистан — 2500-1500 BCE — М — R1a1a1 : U2e2a1d.
- Кайран I — Карагандинская область, Казахстан

I4568 | KZ-KAR-006, Kairan I, Enclosure 11, Grave 3 — 1745-1636 calBCE (3395±20 BP, PSUAMS-2546) — М — R1(xR1b) > R-M417 : T1a1.
I5762 | KKZ-KAR-014, Kairan I, Enclosure 6, Grave 1 — 1600-1500 BCE — М — BT > R-M417.

#### Ближний Восток
Тель-Мегиддо
- I2189 | S2189.E1.L1 — Мегидо, Северный округ (Израиль) — 1600–1500 BCE — М — R > R-M417 : U3b.[8]

### Железный век
Саки (племена)
- ESZ1 — Елеке Сазы, курган 4 (Золотой человек) — Катон-Карагайский район, Восточно-Казахстанская область — Казахстан — VIII–VII вв. до н.э. — М — R1a1a1 (M417) : J1b1a1e.[9][10]
- DA130 | IS11 — Орнек, курган 2 — Енбекшиказахский район, Алматинская область — Казахстан — 373–171 calBCE (2199±32 BP, UBA-31232) — М — R > R-M417 : G2a1.[11]

Сарматы (Савромато-сарматский период)
- CLK001.A0101 — Челкар, к. 5 п. 1 — Теректинский район, Западно-Казахстанская область — Казахстан — 6th-4th c. BCE — М — R1a1a1 : A8a1.[12]
- AIG002.A0101 — Айгырлы 2, ind. 2 — Тупкараганский район, Мангистауская область — Казахстан — 5th-4th c. BCE — М — R1 > R-M417 : D4j3a.[12]

### Средние века
Викинги
- VK292 — Bogøvej — Лангеланн, Дания — 10th century CE — М — R1a1a > R-M417 : J1c2c1.[13]
- VK471 — Kopparsvik — Готланд, Швеция — 900-1050 CE — М — R1a1 > R-M417 : H1m.[13]
- nuf002 — cemetery 1 (Nunnan) — Сигтуна, Швеция — 900-1200 CE — М — R-M417 : T1a1j.[14]

Монголы
- DUU002 | AT-407 — Дуулга-Ул (Duulga Uul) — Хэнтий, Монголия — 1214–1270 CE (797 BP, MAMS-41134) — М — R1a1a1 : F2a.[15]

Казахское ханство
- DA207 — Коныртобе (могильник) — Отрарский район, Туркестанская область — Казахстан — 1650–1850 CE — М — R-M417 : H2a.[11]

## Публикации
2015
- Mathieson I, Lazaridis I, Rohland N, et al. (Ноябрь 2015). Genome-wide patterns of selection in 230 ancient Eurasians. Nature. 528 (7583): 499–503. doi:10.1038/nature16152. PMC 4918750. PMID 26595274.

2018
- Olalde I, Brace S, Allentoft ME, et al. (Март 2018). The Beaker phenomenon and the genomic transformation of northwest Europe. Nature. 555 (7695): 190–196. doi:10.1038/nature25738. PMC 5973796. PMID 29466337.
- Damgaard PB, Marchi N, Rasmussen S, et al. (Май 2018). 137 ancient human genomes from across the Eurasian steppes. Nature. 557 (7705): 369–374. doi:10.1038/s41586-018-0094-2. PMID 29743675.
- Krzewińska M, Kjellström A, Günther T, et al. (Сентябрь 2018). Genomic and Strontium Isotope Variation Reveal Immigration Patterns in a Viking Age Town. Current Biology. 28 (17): 2730-2738.e10. doi:10.1016/j.cub.2018.06.053. PMID 30146150.

2019
- Л.Б. Джансугурова, З. С. Самашев, Нуржибек, Г. Альберто, Ч. Джеонг, Б.О. Бекманов, Э.М. Хусаинова, Й. Краус. Анализ отцовских и материнских линий древних объектов из пантеона Елеке сазы // Алтай – түркі әлемінің алтын бесігі. — Өскемен, 2019. — С. 98―108. — ISBN 978-601-7473-33-4.
- Narasimhan V.; Patterson N.; Moorjani P; et al. (Сентябрь 2019). The formation of human populations in South and Central Asia. Science. 365 (6457). doi:10.1126/science.aat7487. PMC 6822619. PMID 31488661.

2020
- Agranat-Tamir L, Waldman S, Martin M AS, et al. (Май 2020). The Genomic History of the Bronze Age Southern Levant. Cell. 181 (5): 1146-1157.e11. doi:10.1016/j.cell.2020.04.024. PMID 32470400.
- Margaryan A, Lawson DJ, Sikora M, et al. (Сентябрь 2020). Population genomics of the Viking world. Nature. 585 (7825): 390–396. doi:10.1038/s41586-020-2688-8. PMID 32939067.
- Jeong C, Wang K, Wilkin S, et al. (Ноябрь 2020). A Dynamic 6,000-Year Genetic History of Eurasia's Eastern Steppe. Cell. 183 (4): 890-904.e29. doi:10.1016/j.cell.2020.10.015. PMC 7664836. PMID 33157037.

2021
- Saag L, Vasilyev SV, Varul L, et al. (Январь 2021). Genetic ancestry changes in Stone to Bronze Age transition in the East European plain. Science Advances. 7 (4). doi:10.1126/sciadv.abd6535. PMC 7817100. PMID 33523926.
- Gnecchi-Ruscone GA, Khussainova E, Kahbatkyzy N, et al. (Март 2021). Ancient genomic time transect from the Central Asian Steppe unravels the history of the Scythians. Science Advances. 7 (13). doi:10.1126/sciadv.abe4414. PMC 7997506. PMID 33771866.